# Vela nos Jogos Olímpicos de Verão de 1980 - Finn
As provas da classe Finn da vela nos Jogos Olímpicos de Verão de 1980 ocorreram entre 21 e 29 de julho daquele ano no Tallinna Olümpiapurjespordikeskus, complexo esportivo localizado em Tallinn, na atual Estônia. O programa compunha sete regatas. Para esta classe, houve 21 velejadores de 21 nações inscritas.

## Medalhistas
O finlandês Esko Rechardt finalizou a competição em primeiro lugar, tendo dominado grande parte das regatas, e conquistou a medalha de ouro. A prata firmou-se com o austríaco Wolfgang Mayrhofer. Por fim, a medalha de bronze ficou com Andrei Balashov, da União Soviética.
|  | FIN Finlândia |  | AUT Áustria        |  | URS União Soviética |
|  | Esko Rechardt |  | Wolfgang Mayrhofer |  | Andrei Balashov     |

### Classificação diária

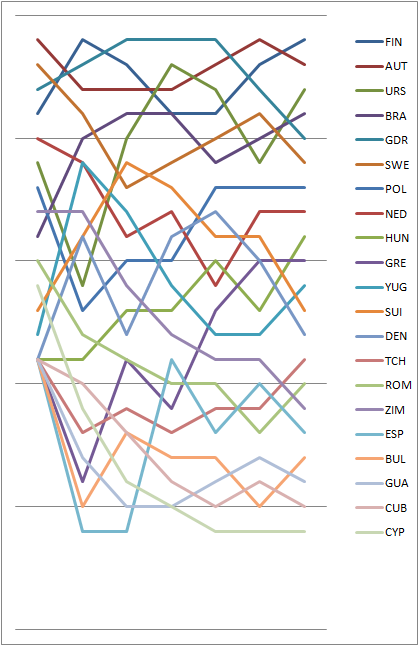
Gráfico mostrando a classificação diária na classe.

## Resultados
|                   | Velejadores            | Regata I | Regata I | Regata II | Regata II | Regata III | Regata III | Regata IV | Regata IV | Regata V | Regata V | Regata VI | Regata VI | Regata VII | Regata VII | Total de pontos | Total -1 |
| Pos.              | Velejadores            | Pts.     | Pos.     | Pts.      | Pos.      | Pts.       | Pos.       | Pts.      | Pos.      | Pts.     | Pos.     | Pts.      | Pos.      | Pts.       |            | Total de pontos | Total -1 |
| ----------------- | ---------------------- | -------- | -------- | --------- | --------- | ---------- | ---------- | --------- | --------- | -------- | -------- | --------- | --------- | ---------- | ---------- | --------------- | -------- |
| Medalha de ouro   | FIN Esko Rechardt      | 4        | 8.0      | 1         | 0.0       | 4          | 8.0        | DSQ       | 28.0      | 3        | 5.7      | 1         | 0.0       | 9          | 15.0       | 64.7            | 36.7     |
| Medalha de prata  | AUT Wolfgang Mayrhofer | 1        | 0.0      | 6         | 11.7      | 7          | 13.0       | 11        | 17.0      | 2        | 3.0      | 2         | 3.0       | 10         | 16.0       | 63.7            | 46.7     |
| Medalha de bronze | URS Andrei Balashov    | 6        | 11.7     | 14        | 20.0      | 3          | 5.7        | 1         | 0.0       | 5        | 10.0     | 16        | 22.0      | 1          | 0.0        | 69.4            | 47.4     |
| 4                 | BRA Cláudio Biekarck   | 9        | 15.0     | 5         | 10.0      | 1          | 0.0        | 13        | 19.0      | 9        | 15.0     | 5         | 10.0      | 2          | 3.0        | 72.0            | 53.0     |
| 5                 | GDR Jochen Schümann    | 3        | 5.7      | 3         | 5.7       | 2          | 3.0        | 8         | 14.0      | 7        | 13.0     | 7         | 13.0      | 16         | 22.0       | 76.4            | 54.4     |
| 6                 | SWE Kent Carlson       | 2        | 3.0      | 12        | 18.0      | 15         | 21.0       | 4         | 8.0       | 4        | 8.0      | 3         | 5.7       | DNF        | 28.0       | 91.7            | 63.7     |
| 7                 | POL Ryszard Skarbiński | 7        | 13.0     | 17        | 23.0      | 8          | 14.0       | 6         | 11.7      | 6        | 11.7     | 9         | 15.0      | 3          | 5.7        | 94.1            | 71.1     |
| 8                 | NED Mark Neeleman      | 5        | 10.0     | 11        | 17.0      | 12         | 18.0       | 7         | 13.0      | 18       | 24.0     | 4         | 8.0       | 5          | 10.0       | 100.0           | 76.0     |
| 9                 | HUN István Ruják       | DSQ      | 28.0     | 8         | 14.0      | 6          | 11.7       | 5         | 10.0      | 12       | 18.0     | 12        | 18.0      | 6          | 11.7       | 111.4           | 83.4     |
| 10                | GRE Ilias Hatzipavlis  | DSQ      | 28.0     | 16        | 22.0      | 9          | 15.0       | 12        | 18.0      | 1        | 0.0      | 10        | 16.0      | 12         | 18.0       | 117.0           | 89.0     |
| 11                | YUG Minski Fabris      | 13       | 19.0     | 4         | 8.0       | 10         | 16.0       | 14        | 20.0      | DNF      | 28.0     | 6         | 11.7      | 11         | 17.0       | 119.7           | 91.7     |
| 12                | SUI Ivor Ganahl        | 12       | 18.0     | 7         | 13.0      | 5          | 10.0       | 9         | 15.0      | 17       | 23.0     | 11        | 17.0      | 17         | 23.0       | 119.0           | 96.0     |
| 13                | DEN Lasse Hjortnæs     | DSQ      | 28.0     | 2         | 3.0       | 21         | 27.0       | 2         | 3.0       | 8        | 14.0     | 18        | 24.0      | DNF        | 28.0       | 127.0           | 99.0     |
| 14                | TCH Josef Šenkýř       | DSQ      | 28.0     | 13        | 19.0      | 14         | 20.0       | 15        | 21.0      | 11       | 17.0     | 13        | 19.0      | 4          | 8.0        | 132.0           | 104.0    |
| 15                | ROM Mihai Butucaru     | 10       | 16.0     | 19        | 25.0      | 18         | 24.0       | 10        | 16.0      | 13       | 19.0     | 19        | 25.0      | 8          | 14.0       | 139.0           | 114.0    |
| 16                | ZIM Peter Wilson       | 8        | 14.0     | 9         | 15.0      | 16         | 22.0       | 17        | 23.0      | 15       | 21.0     | 17        | 23.0      | 15         | 21.0       | 139.0           | 116.0    |
| 17                | ESP José Luis Doreste  | DSQ      | 28.0     | DSQ       | 28.0      | 13         | 19.0       | 3         | 5.7       | DNF      | 28.0     | 8         | 14.0      | DNF        | 28.0       | 150.7           | 122.7    |
| 18                | BUL Nikolay Vasilev    | DSQ      | 28.0     | 18        | 24.0      | 11         | 17.0       | 16        | 22.0      | 14       | 20.0     | DNF       | 28.0      | 7          | 13.0       | 152.0           | 124.0    |
| 19                | GUA Juan Maegli        | DSQ      | 28.0     | 15        | 21.0      | 17         | 23.0       | 19        | 25.0      | 10       | 16.0     | 15        | 21.0      | 13         | 19.0       | 153.0           | 125.0    |
| 20                | CUB Alberto Gallardo   | DSQ      | 28.0     | 10        | 16.0      | 19         | 25.0       | 18        | 24.0      | 16       | 22.0     | 14        | 20.0      | 14         | 20.0       | 155.0           | 127.0    |
| 21                | CYP Panikos Rimis      | 11       | 17.0     | DNS       | 28.0      | 20         | 26.0       | 20        | 26.0      | DNF      | 28.0     | 20        | 26.0      | 18         | 24.0       | 175.0           | 147.0    |